# سيتوكروم بي450
سيتوكروم بي450 أكسيداز (بالإنجليزية: Cytochrome P450) (يختصر رسميا باسم CYP) هو مجموعة كبيرة ومتنوعة من الإنزيمات التي تحفز الأكسدة في المواد العضوية. على ركائز إنزيمات سيتوكروم بي450 تشمل التمثيل الغذائي الوسيط مثل الدهون والكورتيزون والهرمونات، وكذلك المواد البيولوجيا، مثل الأدوية المسكنة وغيرها والمواد السامة الكيميائية. تعتبر سيتوكروم بي450 الإنزيمات الرئيسية المشاركة في عملية الأيض والتنشيط الحيوي، وهو ما يمثل حوالي 75٪ من العدد الإجمالي من التفاعلات الأيضية المختلفة.
رد الفعل الأكثر شيوعا يحفزه سيتوكروم بي450 هو أكسيجيناز أحادية رد الفعل، على سبيل المثال، أو الإدراج من ذرة واحدة من الأكسجين إلى المركب العضوى (RH) واختزال الأكسجين إلى ماء:
RH + O 2 + NADPH + H + → ROH + H 2 O + NADP +
سيتوكروم بي450 أكسيداز تنتمي إلى الفصيلة من البروتينات التي تحتوي على الهيم العامل المساعد، وبمساعدة العديد من الجزيئات الكبيرة الصغيرة كمواد في التفاعلات الإنزيمية وهي عموما تعد إنزيمات الأكسدة من خلال سلسلة انتقال الإلكترونات في التفاعلات البيولوجية.
CYP الأنزيمات تم تحديدها في جميع مجالات الحياة مثل - الحيوانات، النباتات، الفطريات، الحيوانات الأولية، البكتيريا، العتيقة، وحتى في الفيروسات.
معظم أنزيمات السيتوكروم بي450 أكسيداز تتطلب شريكا في البروتين لتقديم واحد أو أكثر من الإلكترونات للحد من الحديد (والأكسجين الجزيئي في نهاية المطاف). واستنادا إلى طبيعة البروتينات نقل الإلكترون CYPs يمكن تصنيفها إلى عدة مجموعات:
1-نظم P450 الميكروسومي التي يتم نقل الإلكترونات من NADPH عبر اختزال السيتوكروم P450 (CPR مختلفة، البرتغال، أو CYPOR). B5 السيتوكروم (cyb5) يمكن أن يسهم أيضا الحد من سلطة هذا النظام بعد أن تخفض بمقدار اختزال B5 السيتوكروم (CYB5R).
2-نظم P450 الميتوكوندريا، التي توظف أدرينودوكسين مختزلة وأدرينودوكسين لنقل الإلكترونات من NADPH لP450.
3-نظم P450 البكتيرية، التي توظف مختزلة فيريدوكسين وفيريدوكسين لنقل الإلكترونات إلى P450.
4-نظم CYB5R/cyb5/P450 في كل من الإلكترونات التي تتطلبها CYP تأتي من B5 السيتوكروم.
العثور FMN/Fd/P450 أنظمة أصلا في Rhodococcus ليرة سورية. فيه FMN وتنصهر اختزال المحتوية على المجال إلى CYP.
5-نظم P450 فقط، والتي لا تتطلب قوة الحد الخارجي. وتشمل تلك الملحوظة CYP5 (سينسيز الثرموبوكسان)، CYP8 (سينسيز بروستاسيكلين)، وCYP74A (ألين سينسيز أكسيد).

## الوظائف في البشر
وظيفة هذه الإنزيمات في الإنسان تقع في المقام الأول في الغشاء المرتبط بالبروتينات  إما في الغشاء الداخلي للميتوكوندريا أو في الشبكة الإندوبلازمية من الخلايا. واستقلاب سيتوكروم بي450 أكسيداز يؤدي استقلاب واحد فقط (أو عدد قليل جدا) ركائز، مثل CYP19 (الهرمونات)، في حين أن آخرين قد استقلاب عدة ركائز. كل من هذه الخصائص تمثل أهمية مركزية في الطب. إنزيمات السيتوكروم P450 موجودة في معظم أنسجة الجسم، وتلعب دورا هاما في هرمون التوليف وانهيار (بما في ذلك الاستروجين والتستوستيرون التوليف والتمثيل الغذائي)، الكولسترول التوليف، وفيتامين D عملية التمثيل الغذائي. كما تعمل الانزيمات السيتوكروم P450 على استقلاب المركبات السامة المحتملة، بما في ذلك الأدوية ومنتجات الأيض الذاتية مثل البيليروبين، وبصورة رئيسية في الكبد.
ومشروع الجينوم البشري قد حددت 57 جين في الإنسان تنتمي لمختلف الإنزيمات gللسيتوكروم بي450 أكسيداز

## الجين في البشر
البشر لديهم 57 الجينات وأكثر من 59 الخادعة مقسمة بين 18 عائلة من الجينات السيتوكروم P450 و43 تحت العوائل. هذا هو ملخص من الجينات والبروتينات التي ترميز. انظر الصفحة الرئيسية للجنة التعريفة P450 السيتوكروم للحصول على معلومات مفصلة.

## في الحيوانات
العديد من الحيوانات لديها العديد من جينات السيتوكروم بي450 أكسيداز. فالفئران مثلا لديها جينات 101 CYPs، وقنافذ البحر لديها ما يصل إلى 120 الجينات. يفترض أن معظم الانزيمات CYP أن يكون النشاط الأكسيجيناز أحادي، كما هو الحال بالنسبة لمعظم CYPs في الثدييات التي تم التحقق منها (باستثناء، ، CYP19 وCYP5).
| العائلة | الوظيفة                                                  | الأعضاء                               | الأسماء |
| ------- | -------------------------------------------------------- | ------------------------------------- | --- |
| CYP13   | الأدوية ومنشطات الأيض(وخاصة هرمون الاستروجين)            | تحت العوائل، 3 جينات، 1 جين كاذب      | CYP1A1 ، CYP1A2 ، CYP1B1                                                                                               |
| CYP2    | الأدوية ومنشطات الأيض                                    | تحت العوائل، 16 الجينات، 16 الخادعة   | |
| CYP3    | الأدوية والستيرويد (بما في ذلك التستوستيرون) الأيض       | 1 فصيلة، 4 الجينات، 2 الخادعة         | CYP3A4 ، CYP3A5 ، CYP3A7 ، CYP3A43                                                                                     |
| CYP4    | حمض الأراكيدونيك أو استقلاب الأحماض الدهنية              | 6 تحت العوائل، 12 الجينات، 10 الخادعة | CYP4A11 ، CYP4A22 ، CYP4B1 ، CYP4F2 ، CYP4F3 ، CYP4F8 ، CYP4F11 ، CYP4F12 ، CYP4F22 ، CYP4V2 ، CYP4X1 ، CYP4Z1         |
| CYP5    | الثرموبوكسان A 2 سينسيز                                  | 1 فصيلة، 1 الجين                      | CYP5A1 |
| CYP7    | حامض الصفراء الحيوي هيدروكسيلاز 7 ألفا من نواة الستيرويد | 2 تحت العوائل، 2 الجينات              | CYP7A1 ، CYP7B1 |
| CYP8    | تباينت                                                   | 2 تحت العوائل، 2 الجينات              | CYP8A1 (بروستاسيكلين سينسيز)، CYP8B1 (الصفراء الحيوي حامض)                                                             |
| CYP11   | الستيرويد الحيوي                                         | 2 تحت العوائل، 3 الجينات              | CYP11A1 ، CYP11B1 ، CYP11B2                                                                                            |
| CYP17   | الستيرويد الحيوي، هيدروكسيلاز 17 ألفا                    | 1 فصيلة، 1 الجين                      | CYP17A1 |
| CYP19   | الستيرويد الحيوي: الهرمونات يجمع هرمون الاستروجين        | 1 فصيلة، 1 الجين                      | CYP19A1 |
| CYP20   | غير معروف حتى الآن                                       | 1 فصيلة، 1 الجين                      | CYP20A1 |
| CYP21   | الستيرويد الحيوي                                         | 2 تحت العوائل، 1 الجين، 1 جين كاذب    | CYP21A2 |
| CYP24   | فيتامين D تدهور                                          | 1 فصيلة، 1 الجين                      | CYP24A1 |
| CYP26   | حمض الريتينويك هيدروكسيلاز                               | 3 تحت العوائل، 3 الجينات              | CYP26A1 ، CYP26B1 ، CYP26C1                                                                                            |
| CYP27   | تباينت                                                   | 3 تحت العوائل، 3 الجينات              | CYP27A1 (حامض الصفراء الحيوي)، CYP27B1 (فيتامين D 3 1 ألفا هيدروكسيلاز، وينشط فيتامين D 3)، CYP27C1 (وظيفة غير معروفة) |
| CYP39   | الهيدروكسيل 7 ألفا من 24 , هايدروكسوليستيرو              | 1 فصيلة، 1 الجين                      | CYP39A1 |
| CYP46   | الكوليسترول -24 هيدروكسيلاز                              | 1 فصيلة، 1 الجين                      | CYP46A1 |
| CYP51   | الكوليسترول -24 هيدروكسيلاز                              | 1 فصيلة، 1 الجيني، 3 الخادعة          | CYP51A1 (انوستيرول 14 ألفا demethylase                                                                                 |

## وصلات إضافية
- Degtyarenko K (9 يناير 2009). "Directory of P450-containing Systems". المركز الدولي للهندسة الوراثية والتقانات الحيوية. مؤرشف من الأصل في 2019-02-10. اطلع عليه بتاريخ 2009-02-10.
- Estabrook R (2003). "A passion for P450s (remembrances of the early history of research on cytochrome P450)". Drug Metab Dispos. ج. 31 ع. 12: 1461–73. DOI:10.1124/dmd.31.12.1461. PMID:14625342.
- Feyereisen R (19 ديسمبر 2005). "The Insect P450 Site". Institut National de la Recherche Agronomique. مؤرشف من الأصل في 2014-05-30. اطلع عليه بتاريخ 2009-02-10.
- Flockhart DA (2007). "Cytochrome P450 drug interaction table". جامعة إنديانا - جامعة بوردو إنديانابوليس. مؤرشف من الأصل في 2019-05-24. اطلع عليه بتاريخ 2009-02-10.
- Fowler L, Mercer A. "Cytochrome P450 Animated Tutorial". School of Pharmacy, London. مؤرشف من الأصل في 2017-03-26. اطلع عليه بتاريخ 2009-02-10.
- Preissner S (2010). "Cytochrome P450 database". Nucleic Acids Research. مؤرشف من الأصل في 2018-12-26.
- Sim SC (4 سبتمبر 2008). "Human Cytochrome P450 (CYP) Allele Nomenclature Committee". معهد كارولنسكا. مؤرشف من الأصل في 2019-05-15. اطلع عليه بتاريخ 2009-02-10.
- Hazai E (12 فبراير 2012). "Cytochrome P450 enzyme-substrate selectivity prediction". مؤرشف من الأصل في 2019-05-10.
- Performance of P450 inhibition Studies The performance of in vitro cytochrome P450 inhibition studies studies including analysis of the data.
- DDI Regulatory Guidance Request a guide to drug-drug interaction regulatory recommendations.
- Expanding the toolbox of cytochrome P450s through enzyme engineering Video by the Turner Group, University of Manchester, UK